# Munt Pers
Munt Pers (rétorománský výraz munt pro „hora, horská louka, horská pastvina“ a pers v příčestí minulém „ztracený“ z perder pro „ztratit“) je hora o nadmořské výšce 3206 m nalézající se nad údolím Val Bernina ve švýcarském kantonu Graubünden. Je to oblíbená a snadno dostupná hora v zimě i v létě díky rozsáhlému výhledu na hlavní pohoří skupiny Bernina a blízkosti Diavolezzy, lyžařského areálu obsluhovaného lanovkou.

## Poloha
Munt Pers patří do horské skupiny Piz Palü, která je podskupinou skupiny Bernina, jež je zase součástí Berninských Alp. Celá se nachází na území obce Pontresina. Munt Pers je na východě a severu ohraničen údolím Val Bernina, na západě údolím Val Morteratsch a stejnojmenným ledovcem a na jihu ledovcem Pers. Na jihozápadě hory se ledovec Pers vlévá do ledovce Morteratsch. Asi pět kilometrů východně od vrcholu se nachází průsmyk Bernina. Nejsnadnějším výchozím bodem pro výstup na vrchol je horní stanice lanovky Diavolezza nalézající se v nadmořské výšce 2978 m. Výstup na vrchol od stanice lanovky trvá asi jednu hodinu.
Z vrcholu se otevírá rozsáhlé a daleké panorama, kterému na jihu a jihozápadě dominují vysoké vrcholy skupiny Bernina – vrcholový hřeben Piz Palü je vzdálen pouhých čtyři a půl kilometru na jih. Na druhou stranu se otevírá nádherný výhled na švýcarské Alpy a Ortler.
Nejvzdálenějším viditelným bodem z Munt Pers je Wetterhorn (3692 m) mezi Grindelwaldem a Meiringenem v Bernských Alpách. Nachází se západním směrem a je vzdálený 143 km.

## Původ jména
Původ jména Munt Pers se vysvětluje na základě legendy o Děvčeti z Morteratsche. Annetta, dcera bohatého sedláka z Pontresiny se zamilovala do pastevce Aratsche, ale její rodiče byli proti tomuto vztahu. Otcova podmínka byla, že pastýř získá jedinou dědičku z bohatého rodu pouze tehdy, když získá bohatství. Otec také trvá na tom, že pastýř z Bündner Oberlandu už nesmí příští léto pracovat na horských pastvinách.
Aratsch odešel jako voják do zahraničí a Annetta trpěla smutkem a steskem. Rodiče by se sňatkem už souhlasili, ale mladíka se nedařilo najít. Krátce předtím, než se po letech nepřítomnosti vrátil do Pontresiny jako důstojník, Annetta umírá. Poté vyjede na vrchol a skočí s koněm do ledovce za ním. Nikdo ho už nikdy neviděl.
Dívčin duch pak noc co noc obchází okolím a je slyšet, jak znovu a znovu naříká: „Mort Aratsch“ (německy: Aratsch ist gestorben). Vedoucímu alpskému mlékaři se však zjevení líbí a nechá ho jít, protože si všimne, že krávy dávají více mléka, téměř žádná zvířata neumírají a smetana je tučnější než dříve.
Jeho nástupce však ducha Annetty z Alpy vyžene, načež se strhne bouře a ona pronese kletbu: „Schmaladida saja quaist' alp e sia pas-chüra!“ (německy: Verflucht sei diese Alp samt ihren Weiden). Od té chvíle je požehnání pryč. Pastviny jsou čím dál chudší a ledovec viditelně postupuje z rokle za ní a pokrývá alpský vrchol, chatu a celé boční údolí daleko nahoře na hoře, které se nyní říká Munt Pers (Ztracená hora).

## Galerie

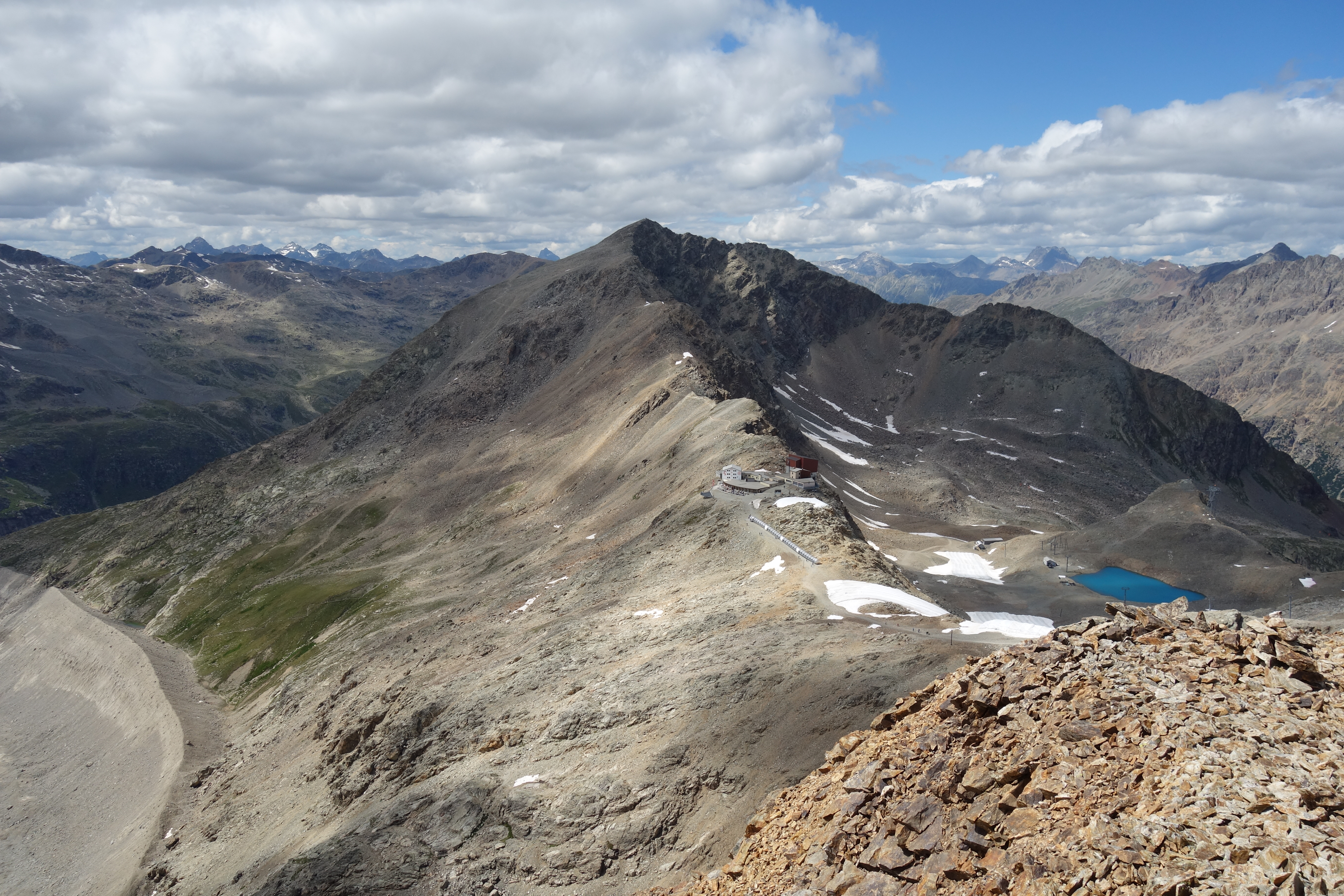
Munt Pers a horní stanice lanovky Diavolezza
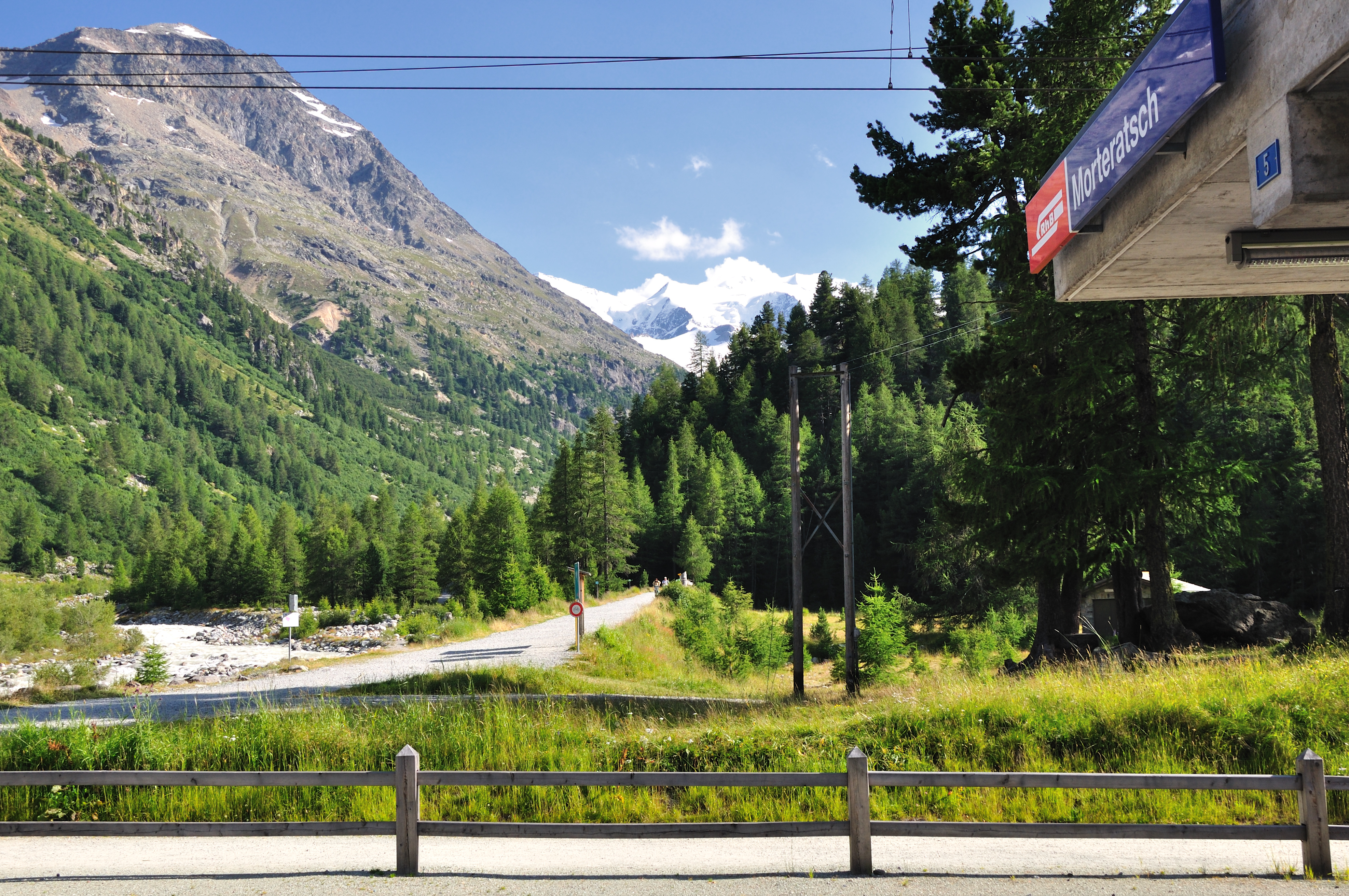
Munt Pers (vlevo), pohled ze stanice Morteratsch
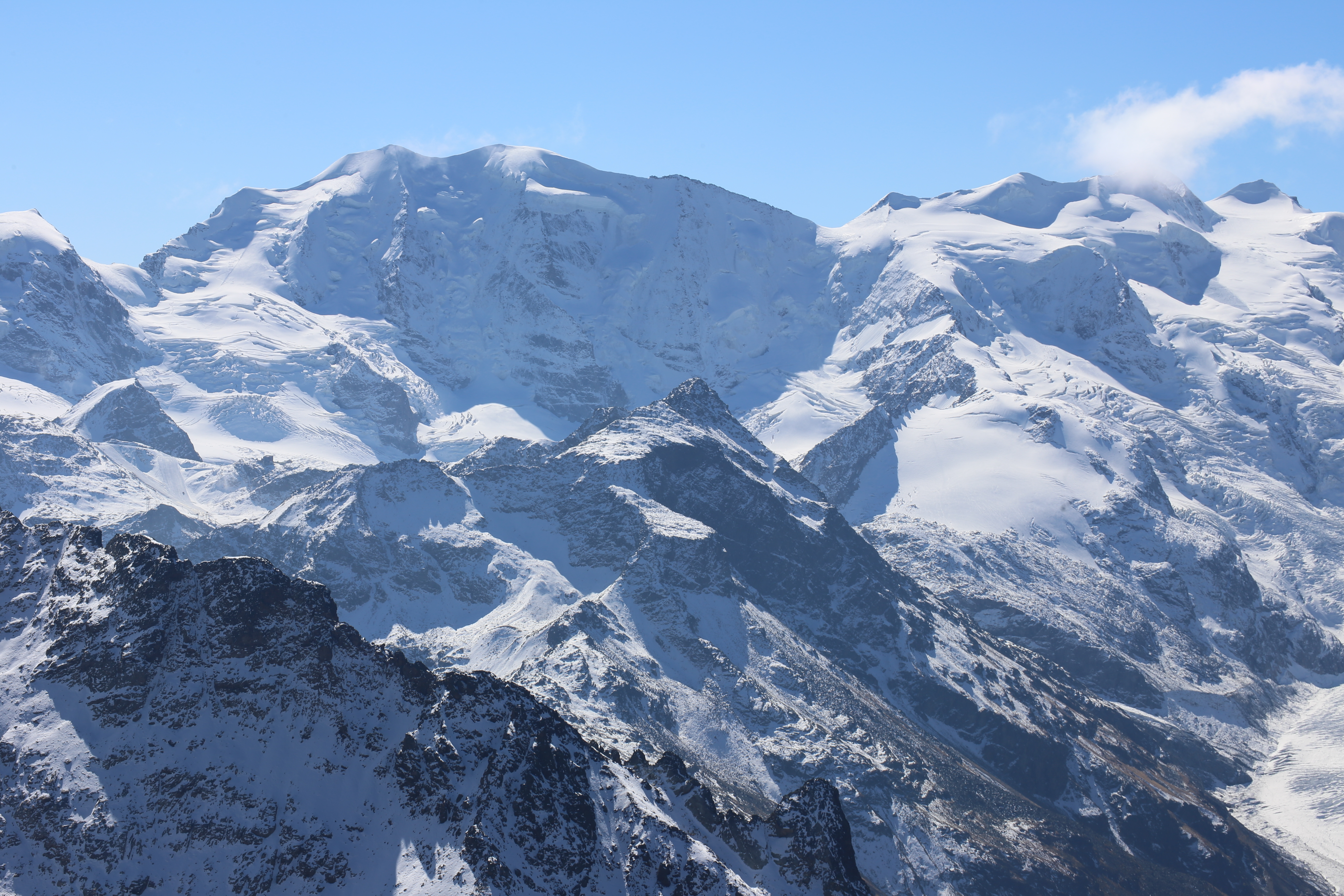
Munt Pers (střed), z Piz Languard. Vlevo Piz Palü, vpravo Bellavista
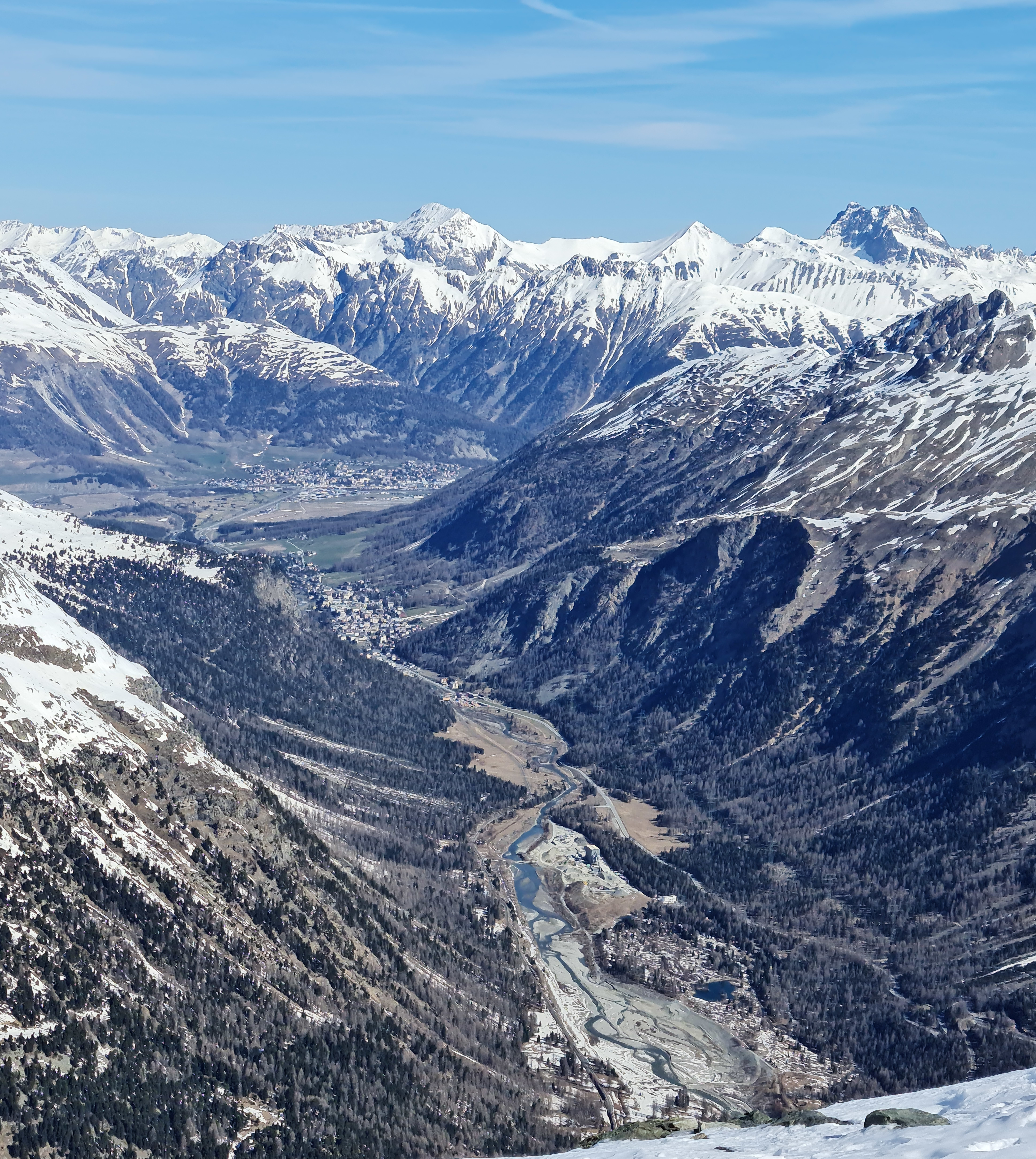
pohled z Munt Pers do údolí Val Bernina na obce Pontresina a Samedan.